# Harry Metterhausen
Harry Metterhausen (* 18. November 1900 in Verden; † 18. Mai 1973 in Nienburg) war ein deutscher Politiker (SPD).
Metterhausen besuchte von 1906 bis 1915 die Volksschule in Verden. Nach Beendigung der Schulzeit wurde er Steinsetzer. Gegen Ende des Ersten Weltkrieges wurde er 1918 noch zum Militärdienst einberufen. Nach der Entlassung war er fortan in verschiedenen Straßenbaugeschäften in Bremen, Oldenburg und Hannover tätig. Seit 1926 arbeitete er als selbständiger Straßenbauunternehmer in Nienburg/Weser. Im Jahr 1933 wurde Metterhausen von sämtlichen öffentlichen Arbeiten ausgeschlossen. Nach Ende des Zweiten Weltkrieges wurde er 1945 Kreistagsabgeordneter und stellvertretender Landrat. Seit 1964 war er Landrat des Kreises Nienburg/Weser. Am 6. Mai 1955 trat Metterhausen in den Niedersächsischen Landtag ein, dem er in seiner 3. bis 6. Wahlperiode bis zum 20. Juni 1970 angehörte.